# Паутинник фиолетовый
Паути́нник фиоле́товый (лат. Cortinárius violáceus) — гриб из рода Паутинник семейства Паутинниковые (Cortinariaceae).

## Описание
- Шляпка 5—15 см в диаметре, сначала выпуклая, затем подушковидная, у старых грибов распростёртая, с волнистым краем, войлочно-чешуйчатая, темно-фиолетового цвета[1][2].
- Пластинки приросшие зубцом, широкие, редкие, тёмно-фиолетового цвета[1][2].
- Ножка 6—12 см высотой и 1—2 см толщиной, в верхней части покрытая мелкими чешуйками, с клубневидным утолщением в основании, волокнистая, буровато- или темно-фиолетовая[1][2].
- Споровый порошок ржаво-бурого цвета[2]. Споры 11—16×7—9 мкм, миндалевидной формы, грубобородавчатые, ржаво-охристого цвета[1].
- Мякоть беловатая, голубоватая[2], фиолетовая или серовато-фиолетовая[1], с ореховым вкусом[2] или без него[1], без особого запаха[1][2].

## Распространение и экология
В Европе произрастает в Австрии, Белоруссии, Бельгии, Великобритании, Дании, Италии, Латвии, Польше, Румынии, Словакии, Финляндии, Франции, Чехии, Швеции, Швейцарии, Эстонии, Украине. Также встречается в Грузии, Казахстане, Японии и США. На территории России известен из многих европейских областей, также встречается в Красноярском и Приморском краях, Кемеровской области.
Паутинник фиолетовый встречается в лиственных и смешанных лесах, образует микоризу с берёзой, осиной, тополем; в Европе также дубом и буком. Может расти на болотах со сфагновым мхом.

## Съедобность
Гриб съедобен, может употребляться отваренным, жареным или солёным. Тем не менее по причине редкости вида сбор не рекомендуется.

## Таксономия

### Синонимы
- Agaricus hercynicus Pers., 1794
- Agaricus violaceus L., 1753basionym
- Cortinarius hercynicus (Pers.) M.M.Moser, 1967
- Gomphos violaceus (L.) Kuntze, 1898